# Wohlfahrtsbrunn
Wohlfahrtsbrunn ist ein Ort und eine Katastralgemeinde in der Gemeinde Bergland, Niederösterreich.

## Geografie
Das Dorf liegt östlich der Erlauf an Landesstraße L5316. In der Katastralgemeinde befinden sich auch das Dorf Wocking.

## Geschichte
Im Franziszeischen Kataster von 1822 ist das Haufendorf mit mehreren Gehöften verzeichnet. Laut Adressbuch von Österreich waren im Jahr 1938 in Wohlfahrtsbrunn einige Landwirte ansässig.